# Agawa henekwen
Agawa henekwen, agawa henequen (Agave fourcroydes Lemaire) – gatunek roślin z rodziny agawowatych. Pochodzi z Meksyku (Jukatan). Jest uprawiana w Meksyku i w niektórych krajach tropikalnych

## Morfologia
Z wyglądu podobna do agawy sizalowej, lecz od niej dużo większa. Liście zielone na szczycie z kolcami na brzegach.

## Zastosowanie
Włókno z liści agawy pod nazwą sizal meksykański lub sizal jukatański używane jest do wyrobu sznurów dla snopowiązałek.